# Бастнес

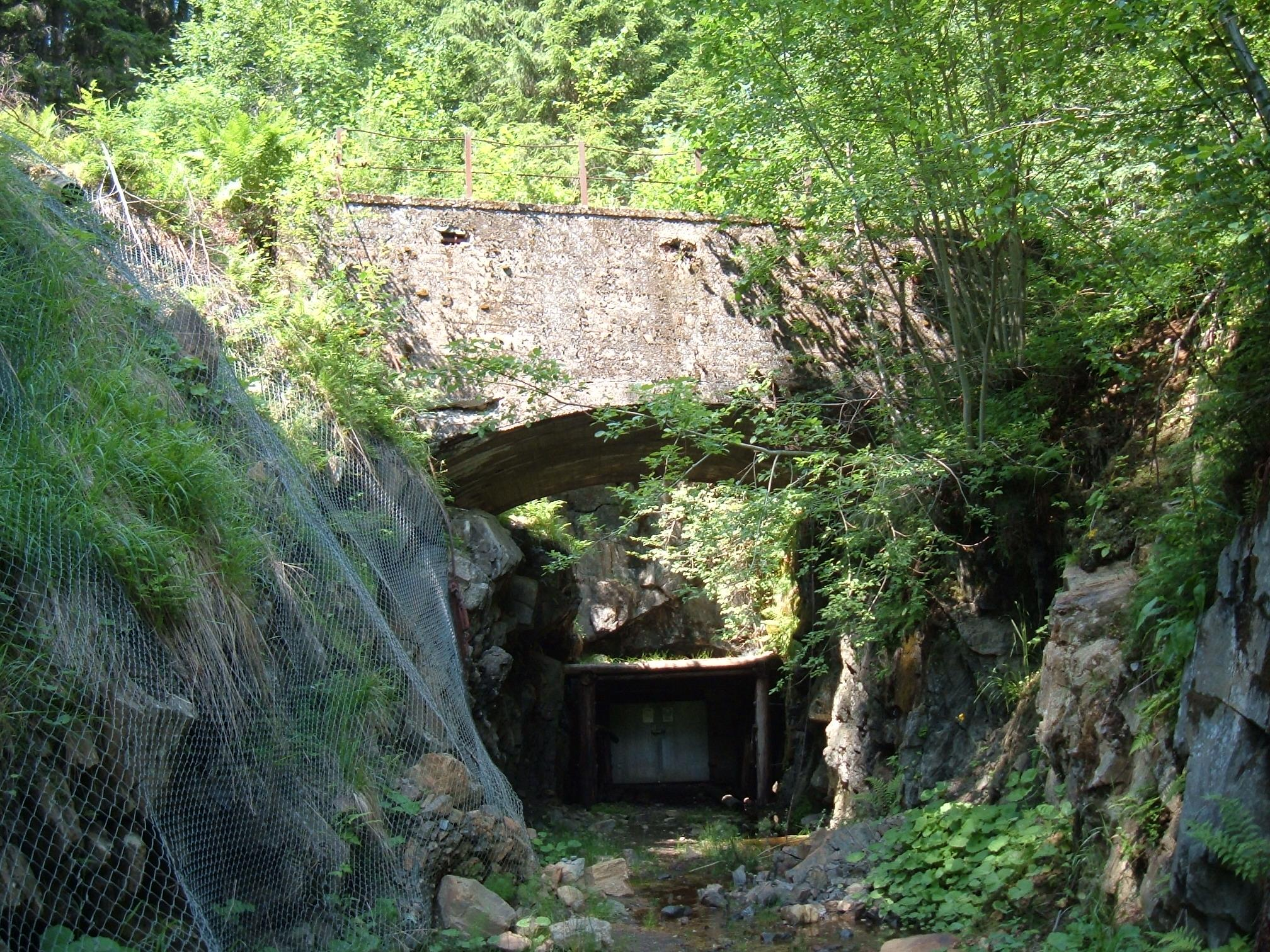
Штольня рудника «Nya Bastnäs»

Бастнес (швед. Bastnäs або Bastnäsfältet) — рудне поле поблизу Ріддаргіттана (Вестманланд, Швеція). Перші згадки про копальні в Бастнесі датовані 1692 роком. В рудниках видобували залізо, мідь та рідкісноземельні елементи, а в період з 1875 по 1888 рік було видобуто 4500 тонн церію.
Хімічний елемент церій уперше відкритий в Бастнесі 1803 року Єнсом Якобом Берцеліусом та Вільгельмом фон Гізінгером у вигляді його оксиду та незалежно в Німеччині Мартіном Генріхом Клапротом. Лантан також уперше виявлений в мінералах з Бастнеса 1839 року Карлом Густавом Мосандером. Мінерал бастнезит названий на честь Бастнес.

## Галерея

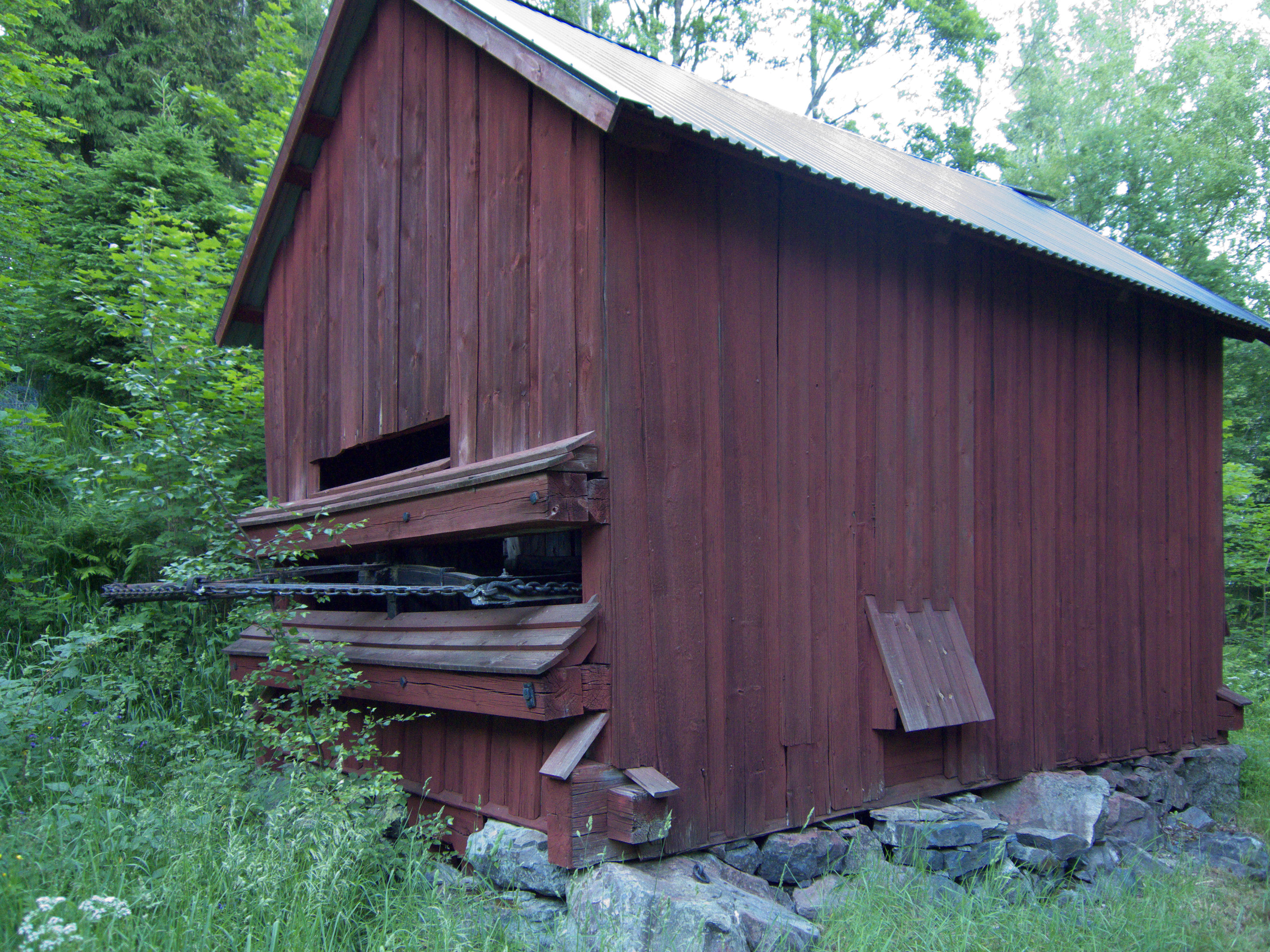
Будівля підйомної машини на руднику Бастнес
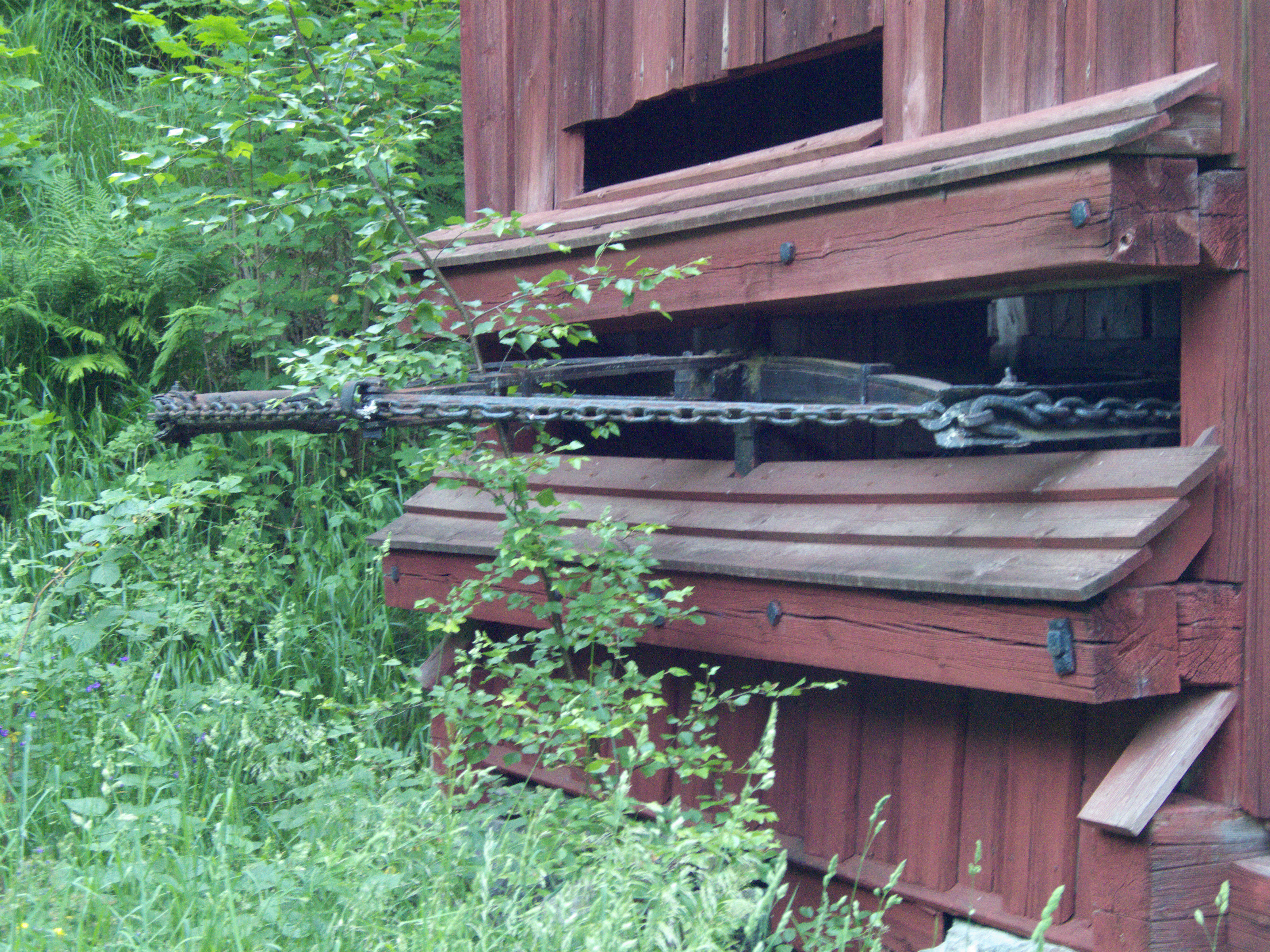
Підйомний механізм